# Teucherioptera
Teucherioptera is een ondergeslacht van het insectengeslacht Erioptera binnen de familie steltmuggen (Limoniidae).

## Soorten
- E. (Teucherioptera) chrysocoma (Osten Sacken, 1860)
- E. (Teucherioptera) chrysocomoides (Alexander, 1929)